# Auguste Bazille
Pour les articles homonymes, voir Bazille.
Auguste Bazille (Paris, 27 mai 1828 - Colombes 18 avril 1891) est un organiste, compositeur, chef de chant et professeur français, actif à Paris.

## Biographie
Auguste Bazille fait de brillantes études au Conservatoire de Paris : 1er prix de solfège, 1841, d’harmonie 1845, de fugue 1846, d’orgue 1847, second grand prix de Rome, 1848. Il mène une triple carrière d’organiste, de chef de chant à l’Opéra-Comique, puis de professeur d’harmonie pratique et d’accompagnement au Conservatoire de Paris. 
Nommé au nouvel orgue Suret de l'église Sainte-Élisabeth-de-Hongrie à Paris en 1853, il est très lié aux Suret (témoin du mariage d’Auguste Suret, 1855). Il inaugure plusieurs de leurs instruments, dès 1848. Improvisateur apprécié, il est souvent appelé pour des inaugurations d'orgue, à Paris (Saint-Sulpice, 1862 ; Saint-Eustache, 1854 ; Saint-Germain-des-Prés) et en province (Rouen, Toulouse, Nancy).
En tant que chef de chant à l'Opéra-Comique, il est lié au milieu parisien de l'opéra et de l'opéra comique. C'est notamment un proche de Charles Gounod  de Georges Bizet (il tient l'orgue pour ses obsèques de Bizet), de Louis James Alfred Lefébure-Wély (il tient l'orgue au mariage de sa fille).
Bazille réduit pour « piano et chant » de nombreuses partitions d’opéra au XIXe siècle, de Adam à Wagner. Il laisse quelques compositions pour le chant, le piano et l’orgue expressif.
En tant que professeur d'harmonie pratique au piano (accompagnement au piano), Bazille forme de nombreux élèves, dont les plus célèbres sont les compositeurs Claude Debussy et Mel Bonis.